# Karosa ŠL 11
Karosa ŠL 11 je model linkového autobusu vyráběného národním podnikem Karosa v letech 1970 až 1981. Vůz ŠL 11 byl nástupcem linkové meziměstské verze autobusu 706 RTO – Škoda 706 RTO CAR, ve výrobě pak byl nahrazen typem Karosa C 734.

## Konstrukce

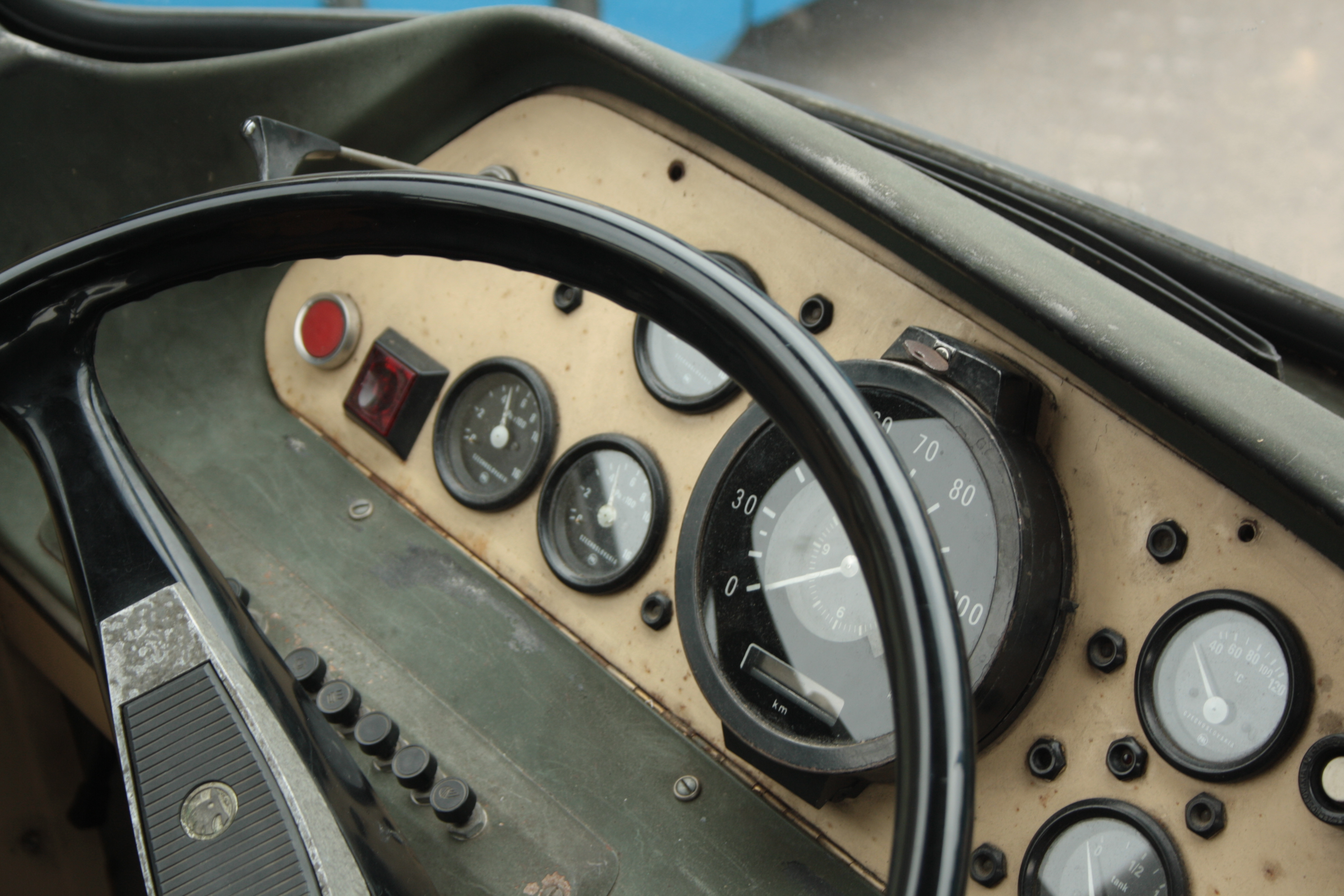
Přístrojová deska

Karosa ŠL 11 (Škoda linkový – označení Škoda pochází od výrobce motorů pro celou řadu Š od Karosy, číslice 11 označuje délku vozidla) je standardní dvounápravový autobus, který konstrukčně vychází z městského provedení ŠM 11. Vůz má samonosnou karoserii panelové konstrukce a motor umístěný mezi nápravami pod vozovou skříní. Na rozdíl od „ešemky“ je vůz ŠL 11 pouze dvoudveřový (první dveře se nacházejí ještě před přední nápravou, zadní dveře jsou pak umístěny uprostřed bočnice, oboje trojkřídlé skládací dveře jsou ovládané pneumaticky řidičem) a mechanickou převodovkou. Sedadla pro cestující jsou umístěna v rozmístění 2+2 po celé délce vozu.
Od roku 1972 byla vyráběna i varianta s ručně ovládanými dveřmi, která byla označena jako ŠL 11 Turist. Tyto vozy, jež měly druhé dveře umístěné až za zadní nápravou (stejně jako dálková verze Karosa ŠD 11), byly spíše než pro linkový provoz určeny pro zájezdy.

## Výroba a provoz
První autobus ŠL 11 byl vyroben již roku 1963, jednalo se ale pouze o funkční vzorek. Prototyp vznikl v roce 1966, pro různé závady ale nevyhověl zkouškám. O rok později byla vyrobena ověřovací série tří autobusů ŠL 11 s bočnicemi z vlnitého hliníkového plechu (sériové vozy měly bočnice hladké). Sériová výroba byla zahájena až roku 1970, tedy sedm let po vzniku prvního autobusu tohoto typu. Produkce byla zastavena v roce 1981 po vyrobení přibližně 14 100 vozů ŠL 11.
Autobusy ŠL 11 byly primárně určeny pro podniky ČSAD, které je provozovaly na meziměstských a regionálních linkách po celém Československu. Menší počty vozů ale zakoupily i různé dopravní podniky, takže jezdily i na linkách MHD. Karosa ŠL 11 se tak objevila např. v Praze, Brně, Děčíně, Olomouci nebo Mariánských Lázních. Vozy tohoto typu byly většinou vyřazovány v 80. letech.

## Historické vozy

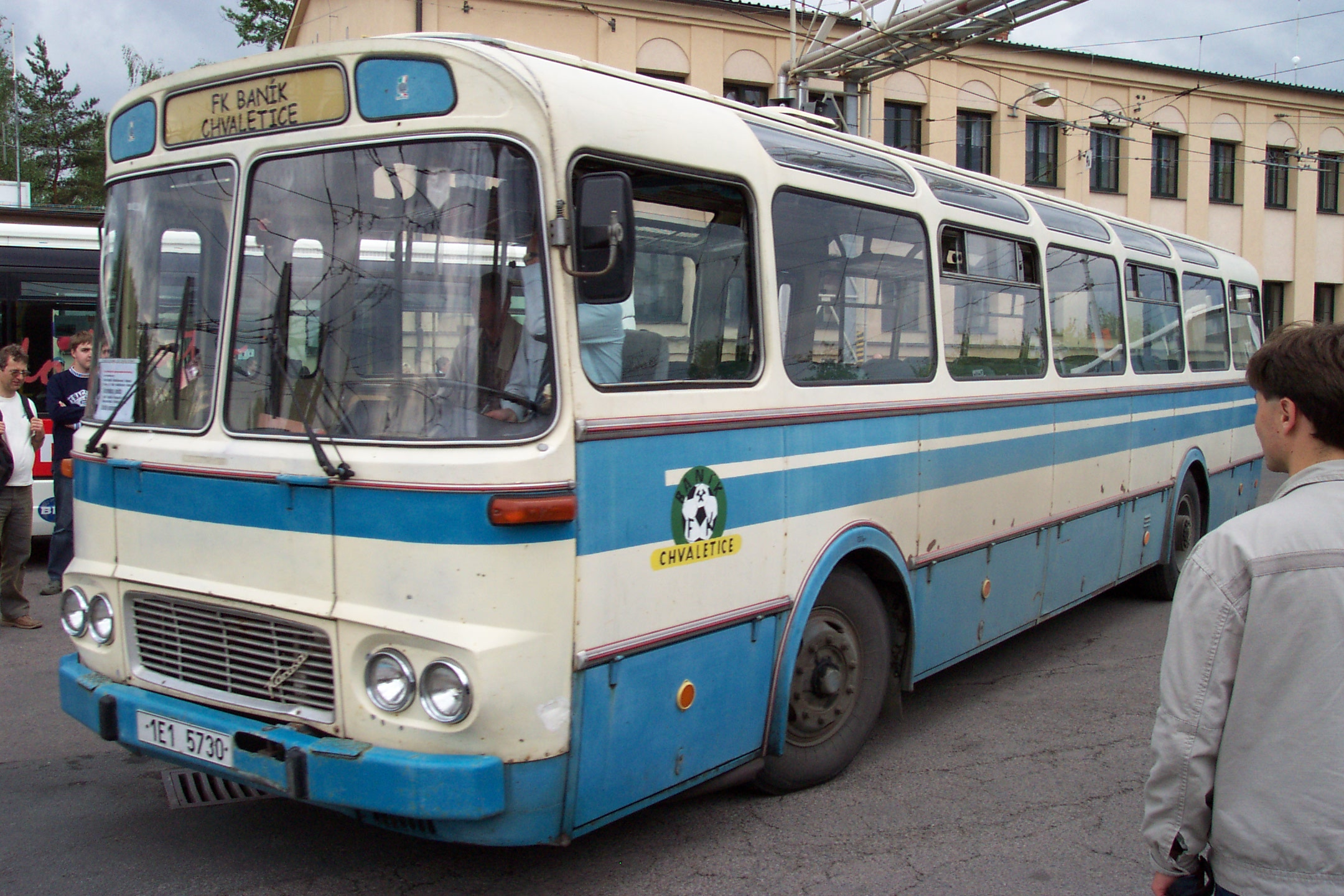
Karosa ŠL 11 na oslavě 55 let od zahájení provozu trolejbusů v Pardubicích

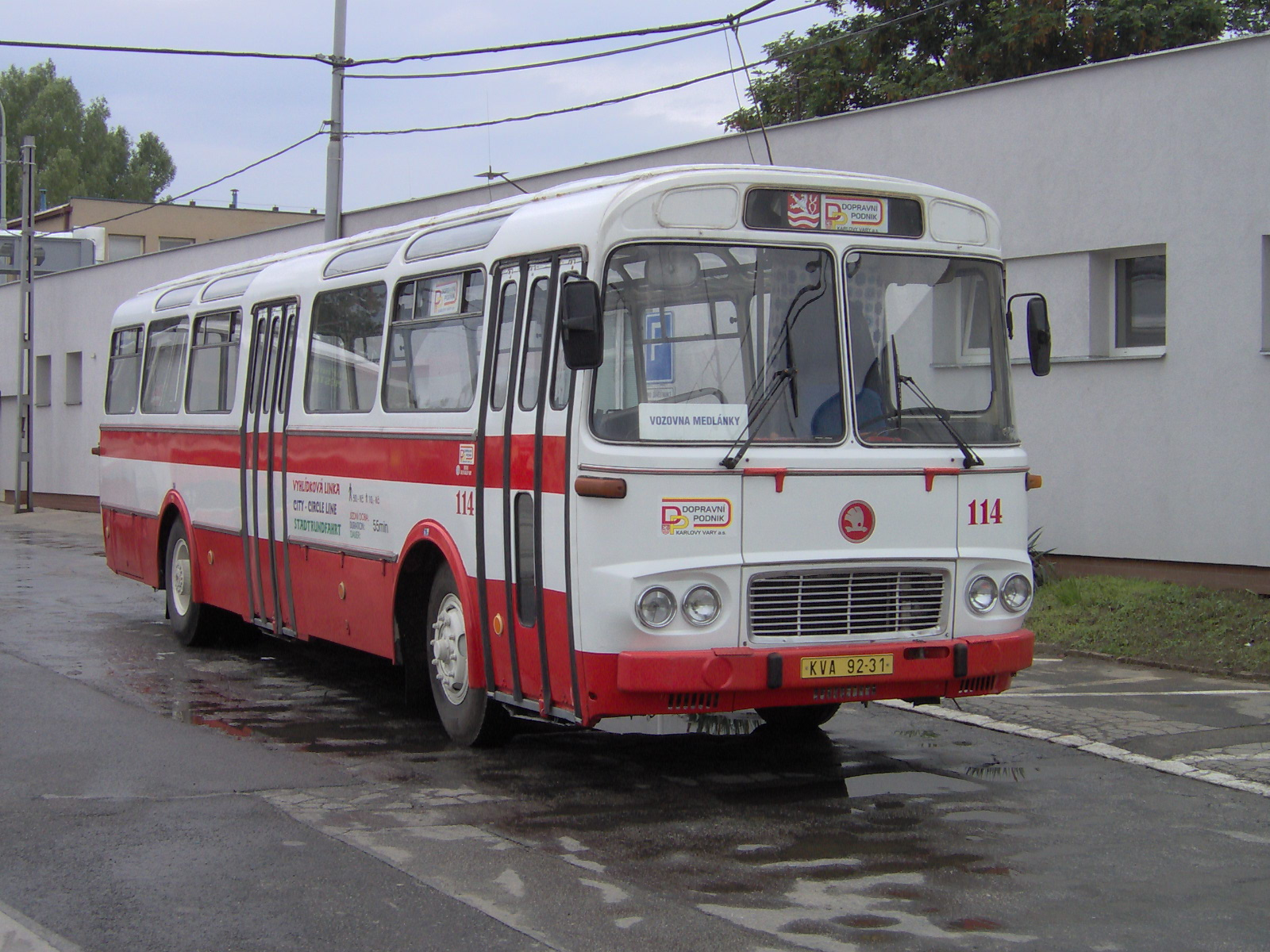
Karlovarský historický autobus ŠL 11

- Technické muzeum v Brně (1 vůz, ex ČSAD)
- DP Karlovy Vary (vůz ev. č. 114)
- DP Most a Litvínov (vůz SPZ ZN 92-54, ex ?)[2][3]
- DP Plzeň (před renovací)
- ČSAD autobusy Plzeň (1 vůz, verze Turist)
- Arriva Morava (1 vůz, SPZ 8T0 6080)
- BusLine (1 vůz, verze Turist)
- ZDAR (1 vůz)
- Stenbus (1 vůz, SPZ 3AU 5781)

Soukromé sbírky:
- občanské sdružení Za záchranu historických autobusů a trolejbusů Jihlava (3 vozy, z toho jeden jihlavský ev. č. 101)
- obecně prospěšná společnost Krkonošské metro (2 vozy)
- soukromá osoba (1 vůz, tzv. Agrolipka)
- Spolek historické techniky (1 vůz)
- ŠKODA – BUS klub Plzeň (plzeňský vůz ev. č. 282, r.v.1980)
- Historická spoločnosť mestskej dopravy v Košiciach (vůz ev. č. 5505)
- Pardubický spolek historie železniční dopravy (1 vůz, tzv. Kordárna)
- soukromá osoba (1 vůz nesoucí SPZ 2T2 6168, tzv. Bobík)
- soukromá osoba (1 vůz, SPZ 3S2 4924)
- soukromá osoba (1 vůz ŠL 11.1305, nachází se na Slovensku)
- soukromá osoba (1 vůz nesoucí SPZ 01V 0307, verze Turist)
- sdružení Historické autobusy (1 vůz, verze Turist)
- neznámý vlastník (nachází se na Ukrajině, SPZ 296-70PE)
- ŠL club (1 vůz, SPZ 02V 0129)
- Regionální muzeum ve Vysokém Mýtě (1 vůz, dříve Retro klub Třebíč)
- soukromá osoba (1 vůz, SPZ SYA 02-78)
- soukromá osoba (1 vůz, SPZ 02V 0143)
- KHA Bratislava (1 vůz, SPZ BA-011LM)
- soukromá osoba (1 vůz, ex Karlovarské dopravní muzeum)
- soukromá osoba (1 vůz, přestavěn na stěhovací)
- soukromá osoba (1 vůz, SPZ 1A5 2941)